# Lepidagathis cataractae
Lepidagathis cataractae är en akantusväxtart som först beskrevs av Christian Gottfried Daniel Nees von Esenbeck, och fick sitt nu gällande namn av Gustav Lindau och August Adriaan Pulle. Lepidagathis cataractae ingår i släktet Lepidagathis och familjen akantusväxter. Inga underarter finns listade i Catalogue of Life.